# حوذي

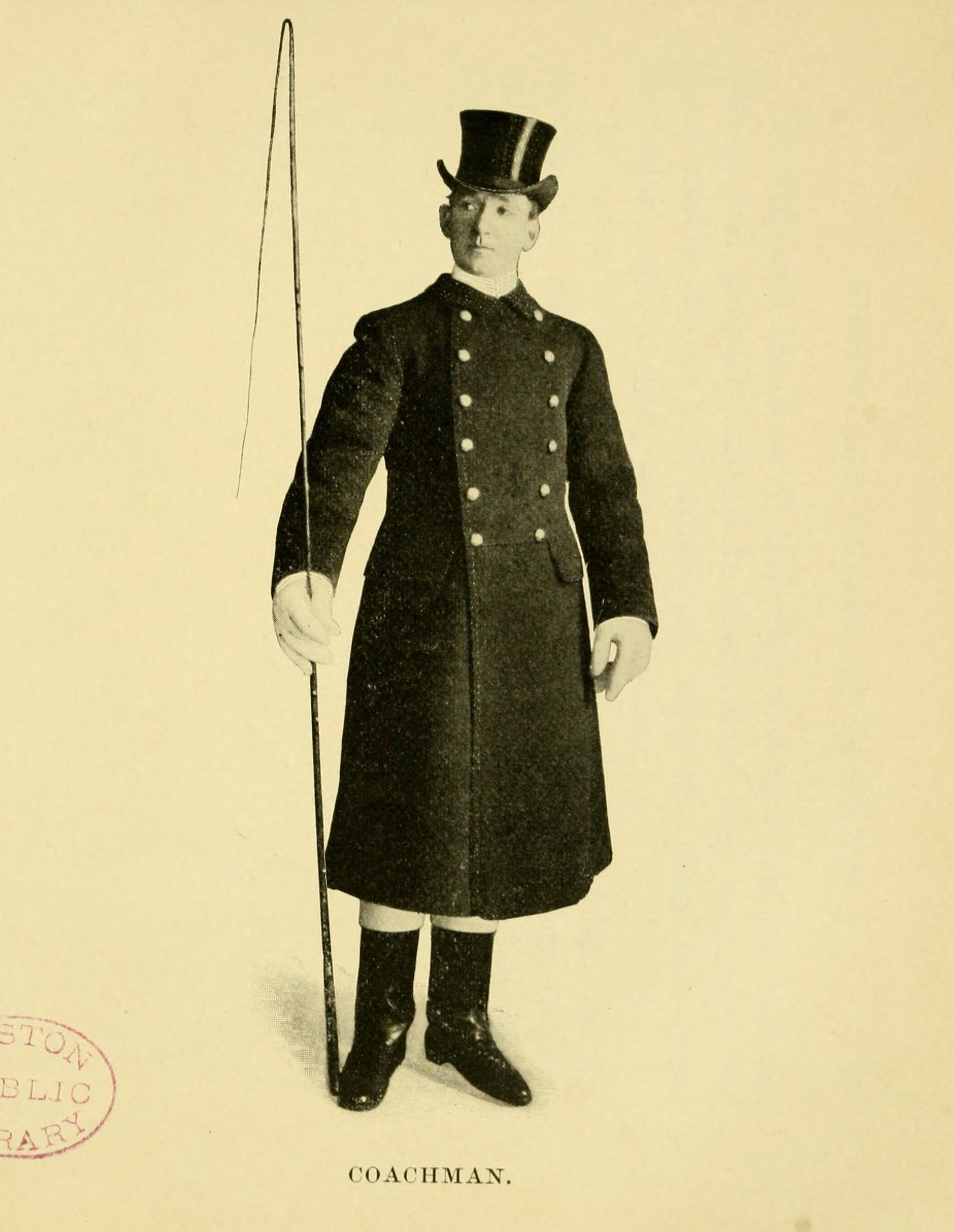
حوذي، بوسطن 1902

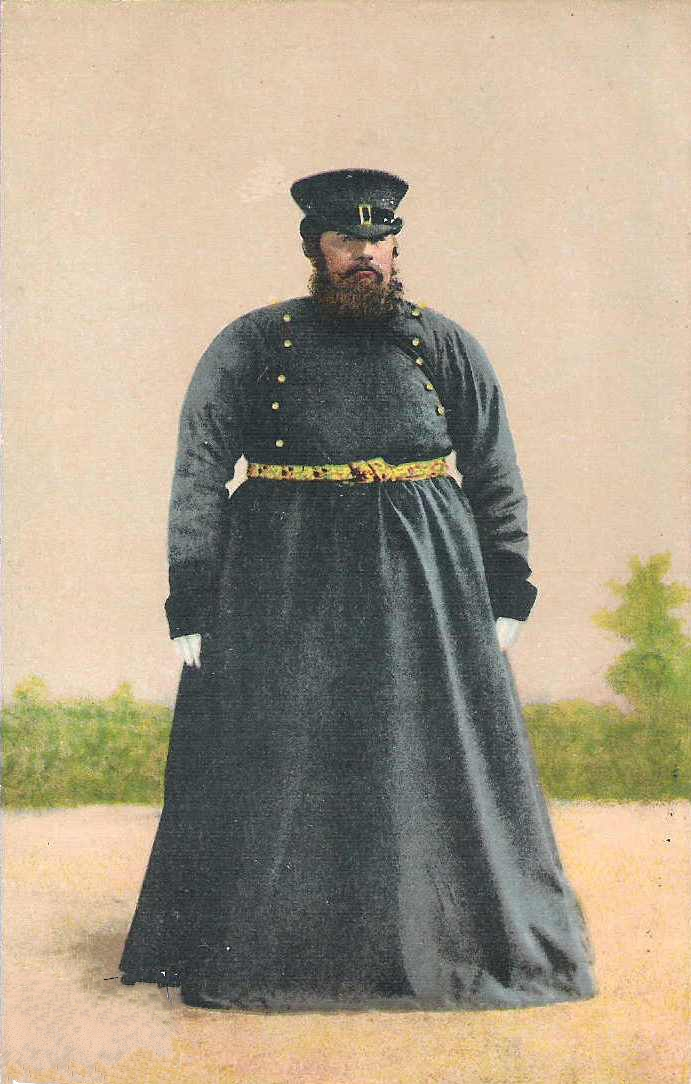
حوذي روسي، قبل عام 1917 - يشير حزامه إلى ثروة سيده.

الحُوْذِيّ (بالإنجليزية: Coachman) هو مَن يقودُ مركبة خيل.